# نیو سیلم، شهرستان راش، ایندیانا
نیو سیلم (به انگلیسی: New Salem) یک منطقهٔ مسکونی در ایالات متحده آمریکا است که در ایندیانا واقع شده‌است. نیو سیلم ۳۱۴ متر بالاتر از سطح دریا واقع شده‌است.